# 14a cerimònia dels Premis César
La 14a cerimònia dels Premis César — també coneguts com Nuit des César — que premiava les pel·lícules estrenades el 1988, va tenir lloc el 4 de març de 1989 al Théâtre de l'Empire.
Va ser presidida per Peter Ustinov i retransmesa a Antenne 2, presentada per Pierre Tchernia.

## Presentadors i ponents
- Jeanne Moreau, presidenta de l'Académie des arts et techniques du cinéma
- Peter Ustinov, president de la cerimònia
- Jean-Pierre Aumont, Claudia Cardinale per la presentació del César a la millor actriu
- Michel Serrault per l’entrega del César d'honor a Bernard Blier
- Richard Bohringer per l'entrega del César al millor director
- Pierre Delanoë, Vanessa Paradis, Rheda per l'entrega del César a la millor banda sonora
- Jean-François Balmer per l'entrega del César a la millor primera obra
- Cyrielle Clair, Enrico Macias

## Desenvolupament
La gran triomfadora fou Camille Claudel de Bruno Nuytten que tenia dotze nominacions i en va guanyar cinc: millor pel·lícula, millor actriu, millors decorats, millor vestuari i millor fotografia. El moment més controvertit de la cerimònia el va protagonitzar Isabelle Adjani en recollir el premi a la millor actriu, qui va recitar uns versicles d'Els versos satànics de Salman Rushdie defensant la llibertat d'expressió contra la fàtua llençada contra ell per l'aiatol·là Khomeini. L'altra triomfadora fou La vie est un long fleuve tranquille d'Étienne Chatiliez, que de set nominacions en va guanyar quatre: millor actriu secundària, millor actriu revelació, millor guió i millor primera obra.
S'atorgaren dos César honorífics, un al director de pel·lícules d'animació Paul Grimault i l'altre a l'actor Bernard Blier. Aquest últim, malalt de càncer, apareix a l'escenari del Théâtre de l'Empire, molt afeblit i demacrat, arribant lentament. Pren la seva estatueta de les mans de Michel Serrault que té dificultats per contenir la seva emoció i les seves llàgrimes, intercanvia unes quantes paraules d'humor amb ell i després marxa. Va morir tres setmanes després, el 29 de març de 1989 a la clínica Val d'Or, a Saint-Cloud.

## Belmondo i el seu rebuig al Cèsar
Jean-Paul Belmondo va indicar tan bon punt es va anunciar la seva nominació que no estava interessat en el premi i va preferir que els vots anessin als seus companys. L'Académie el va ignorar i el va coronar millor actor per Itinéraire d'un enfant gâté però Belmondo mai no va anar a recollir el premi. Un dels motius que a vegades es donen per justificar aquesta negativa és la seva antipatia cap a l'escultor César, preferit al seu pare Paul Belmondo per dissenyar el trofeu.

## Guanyadors i nominats
Els guanyadors s'indiquen en negreta.
| Millor pel·lícula - Camille Claudel de Bruno Nuytten - El gran blau de Luc Besson - La Lectrice de Michel Deville - L'os de Jean-Jacques Annaud - La vie est un long fleuve tranquille d'Étienne Chatiliez                                               | Millor director - Jean-Jacques Annaud per L'os - Michel Deville per La Lectrice - Claude Miller per La Petite Voleuse - Luc Besson per El gran blau - Claude Chabrol per Une affaire de femmes |
| Millor actor - Jean-Paul Belmondo per Itinéraire d'un enfant gâté - Richard Anconina per Itinéraire d'un enfant gâté - Daniel Auteuil per Quelques jours avec moi - Jean-Marc Barr per El gran blau - Gérard Depardieu per Camille Claudel               | Millor actriu - Isabelle Adjani per Camille Claudel - Catherine Deneuve per Drôle d'endroit per une rencontre - Charlotte Gainsbourg per La Petite Voleuse - Isabelle Huppert per Une affaire de femmes - Miou-Miou per La Lectrice |
| Millor actor secundari - Patrick Chesnais per La Lectrice - Alain Cuny per Camille Claudel - Patrick Bouchitey per La vie est un long fleuve tranquille - Jean Reno per El gran blau - Jean-Pierre Marielle per Quelques jours avec moi                  | Millor actriu secundària - Hélène Vincent per La vie est un long fleuve tranquille - Maria Casarès per La Lectrice - Dominique Lavanant per Quelques jours avec moi - Françoise Fabian per Tres entrades per al 26 - Marie Trintignant per Une affaire de femmes                                                                          |
| Millor actor revelació - Stéphane Freiss per Chouans ! - Laurent Grévill per Camille Claudel - Thomas Langmann per Les Années sandwiches - François Négret per De bruit et de fureur                                                                     | Millor actriu revelació - Catherine Jacob per La vie est un long fleuve tranquille - Clotilde de Bayser per L'Enfance de l'art - Nathalie Cardone per Drôle d'endroit per une rencontre - Ingrid Held per La Maison assassinée |
| Millor pel·lícula estrangera - Out of Rosenheim de Percy Adlon - Bird de Clint Eastwood - Qui ha enredat en Roger Rabbit? de Robert Zemeckis - Salaam Bombay! de Mira Nair                                                                               | Millor primera pel·lícula - La vie est un long fleuve tranquille d'Étienne Chatiliez - Camille Claudel de Bruno Nuytten - Chocolat de Claire Denis - Drôle d'endroit per une rencontre de François Dupeyron |
| Millor pel·lícula de la Unió Europea - Out of Rosenheim de Percy Adlon - Veus distants de Terence Davies - El festí de Banette de Gabriel Axel - Pelle, el conqueridor de Bille August                                                                   | Millor guió original o adaptació - Étienne Chatiliez i Florence Quentin per La vie est un long fleuve tranquille - Luc Béraud, François Truffaut, Claude de Givray i Annie Miller per La Petite Voleuse - Michel Deville i Rosalinde Deville per La Lectrice - François Dupeyron i Dominique Faysse per Drôle d'endroit per une rencontre |
| Millor cartell - Annie Miller, Luc Roux i Stéphane Bielikoff per La Petite Voleuse - Christian Blondel per L'os - Benjamin Baltimore per La Lectrice - Andrzej Malinowski per El gran blau - Anahi Leclerc, Daniel Palestrant per Les Saisons du plaisir | Millor música - Éric Serra per El gran blau - Francis Lai per Itinéraire d'un enfant gâté - Gabriel Yared per Camille Claudel |
| Millor fotografia - Pierre Lhomme per Camille Claudel - Philippe Rousselot per L'os - Carlo Varini per El gran blau | Millor decorat - Bernard Vézat per Camille Claudel - Bernard Evein per Tres entrades per al 26 - Thierry Leproust per La Lectrice |
| Millor muntatge - Noëlle Boisson per L'os - Raymonde Guyot per La Lectrice - Joëlle Hache et Jeanne Kef per Camille Claudel | Millor so - François Groult, Gérard Lamps i Pierre Befve per El gran blau - François Groult, Dominique Hennequin, Guillaume Sciama per Camille Claudel - Bernard Le Roux, Laurent Quaglio, Claude Villand per L'os |
| Millor vestuari - Dominique Borg per Camille Claudel - Yvonne Sassinot de Nesle per Chouans ! - Élisabeth Tavernier per La vie est un long fleuve tranquille                                                                                             | Millor curtmetratge d'animació - L'Escalier chimérique de Daniel Guyonnet - Le Travail du fer de Celia Canning, Néry Catineau - La Princesse des diamants de Michel Ocelot |
| Millor curtmetratge de ficció - Lamento de François Dupeyron - Bing Bang d'Éric Woreth - New York 1935 de Michèle Ferrand-Lafaye - Une femme per l'hiver de Manuel Flèche                                                                                | Millor curtmetratge documental - Chet's romance de Bertrand Fèvre - Classified people de Yolande Zauberman - Devant le mur de Daisy Lamothe |
| César d'honor - Paul Grimault - Bernard Blier | |